# Bralová skála
Bralová skála je nevýrazný, částečně odlesněný vrch na východním okraji pohoří Žiar. Nachází se v geomorfologickém podcelku Rovne, na hranici okresů Turčianske Teplice a Prievidza, nad obcemi Sklené a Ráztočno. Nadmořská výška je 826 m.
Skalnatý vrchol je rozpoznatelný podle vysílače a nabízí výhledy na Handlovskou a Turčianskou kotlinu, na pohoří Žiar, Malá Fatra, Kremnické vrchy a Vtáčnik.
Na vrchu se nachází vysílač televize a GSM signálu, který je určen pro pokrytí Handlovské kotliny a horního Turce signálem DVB-T. Vysílač šíří digitální signál veřejnoprávní televize a druhého multiplexu ze sloupu vysokého 35 m.
| Multiplex    | Kanál | ERP      | Polarizace |
| ------------ | ----- | -------- | ---------- |
| VP multiplex | 26    | 3,981 kW | vertikální |
| 2. multiplex | 59    | 3,785 kW | vertikální |

## Přístup
Na vrchol vedou značené trasy:
- Po červené značce Cesta hrdinů SNP ze Sklenianských luk nebo Sedla pod Vysokou
- Po žluté značce z Rematy.